# Volodymyr Hnatiouk
Volodymyr Hnatiouk, né le 9 mai 1871 à Velesniv en Galicie et mort le 6 octobre 1926 à Lviv, est un ethnographe, écrivain, traducteur et journaliste ukrainien.
Volodymyr Hnatiouk est membre de la Société scientifique Chevtchenko à partir de 1899 et de la société ethnographique de Kiev à partir de 1924. Il est également membre, à l'étranger, de l'Académie impériale des sciences de Saint-Pétersbourg en 1902, de la société folklorique tchécoslovaque à Prague en 1905, de la société folklorique des arts autrichiens à Vienne et des Compagnons folkloriques d'Helsinki.

## Biographie
Volodymyr Hnatiouk fait ses études à l'université de Lemberg de 1894 à 1898. Il commence à recueillir dans ce cadre des renseignements sur les chansons folkloriques, sur les légendes et les dialectes dans l'ouest ukrainien, qui sera son principal espace d'étude.
Volodymyr Hnatiouk prend dans cette même ville la tête d'une académie nommée Hromada, une organisation d'étudiants essentiellement issus de sections scientifiques qui se développe de 1896 à 1921. Ses maîtres sont Mykhaïlo Hrouchevsky et Ivan Franko. Ces derniers deviennent par ailleurs ses proches collaborateurs de recherche tout au long de sa vie. Il travaille avec eux pour le journal Literatourno-Naoukovy Zbirnyk (« La Collection Scientifico-littéraire ») de la Société scientifique Chevtchenko en compagnie de Symon Petlioura.
De 1898 à sa mort, il exerce la fonction de secrétaire général de la Société scientifique Chevtchenko, cette dernière atteignant au cours de cette période un développement sans précédent. Il est également le secrétaire de la section philologique de la Société. Plus tard, en 1913, il devient président de la commission ethnographique pour la Société scientifique Chevtchenko. Volodymyr Hnatiouk participe, en tant que contributeur et rédacteur en chef, à plusieurs publications, comme Khronika, constituée de 66 volumes, La Collection ethnographique, en 22 volumes, et Documentations sur l'ethnologie ukrainienne, en 20 volumes.

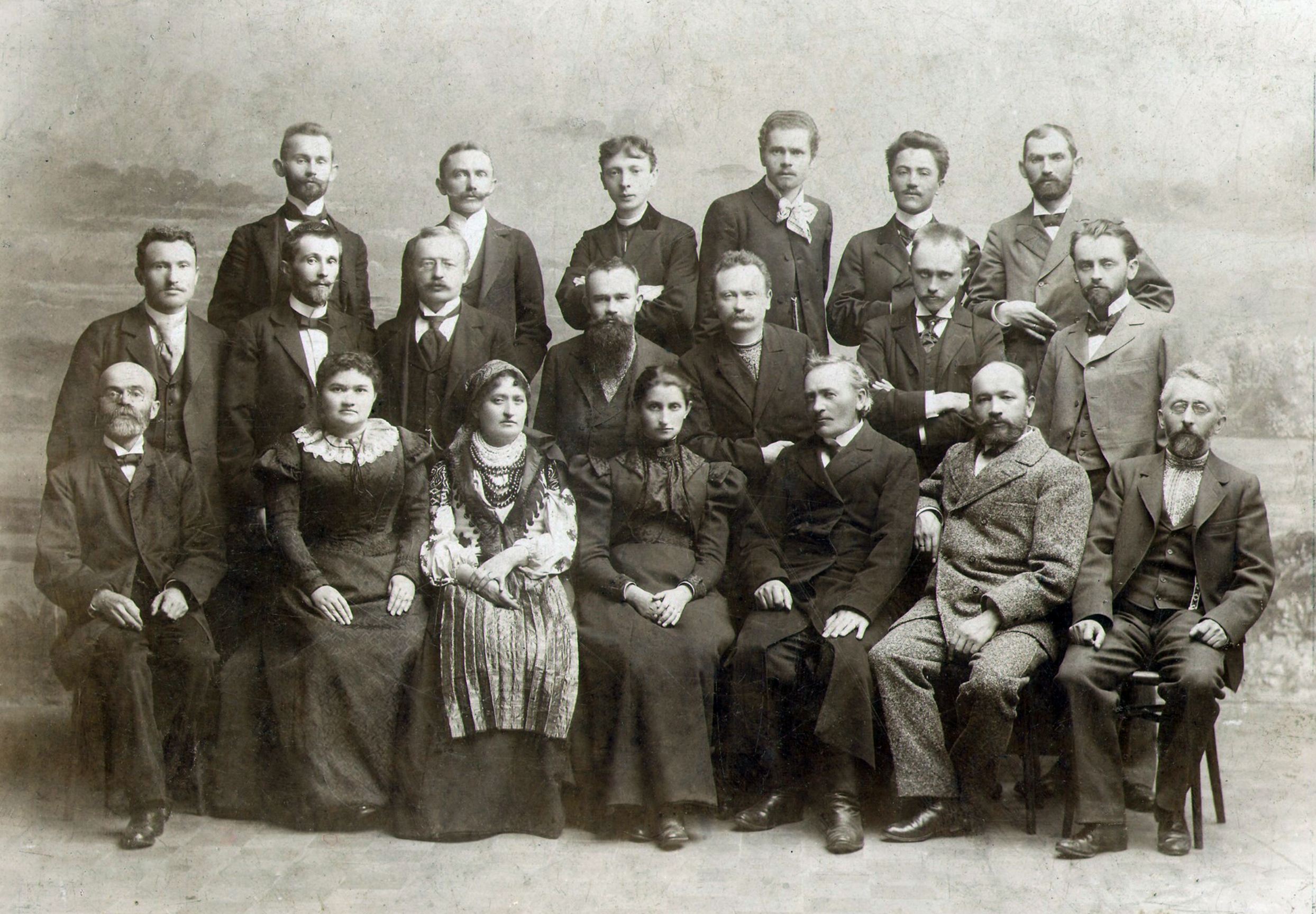
Le conseil d'administration et les membres de la Société scientifique Chevtchenko célébrant le 100e anniversaire de la publication de l'Eneida d'Ivan Kotliarevsky, Lviv, 31 octobre 1898 : Assis au premier rang : Mykhaïlo Pavlyk, Ievhenia Iarochynska, Natalia Kobrynska, Olha Kobylianska, Sylvester Lepky, Andriy Chaykovsky, Kost Pankivsky. Au deuxième rang : Ivan Kopach, Volodymyr Hnatiouk, Osyp Makovej, Mykhaïlo Hrouchevsky, Ivan Franko, Oleksandr Kolessa, Bohdan Lepky. Debout au troisième rang : Ivan Petrushevych, Filaret Kolessa, Yossyp Kyshakevych, Ivan Trouch, Denys Lukianovych, Mykola Ivasyuk.

Volodymyr Hnatiouk écrit de nombreux articles sur des thèmes littéraires, politiques et linguistiques. Il publie également dans le journal Dilo et dans des périodiques allemands, polonais et tchèques. Il est de 1899 à 1912, l'un des fondateurs, secrétaires et directeurs d'une maison d'édition. Il édite ainsi plus de 150 de ses volumes et traduit beaucoup de travaux étrangers. Il est par ailleurs un membre actif de la société Prosvita de Lviv, une organisation initialement restreinte à l'intelligentsia, mais qui au cours du temps se démocratisera et soutiendra le mouvement national ukrainien.

## Hommages
Un musée ethnographique ouvre en 1969 à Velesniv et en 1971 un mémorial sculpté par Louka Bihanytch est érigé en sa mémoire, l'université pédagogique nationale Volodymyr-Hnatiouk de Ternopil porte son nom. Il est enterré au cimetière de Lytchakiv de Lviv.

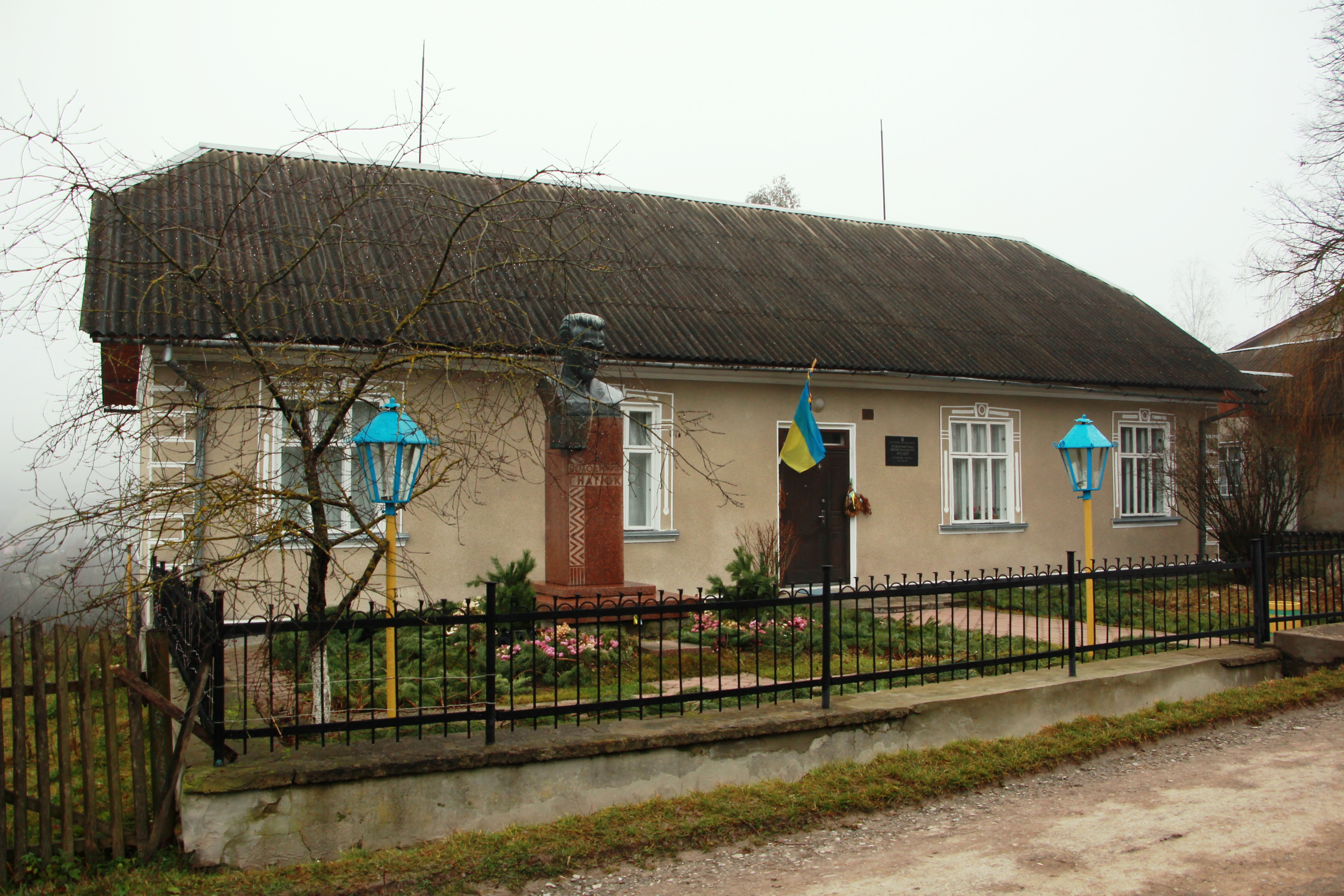
Le musée de Velesniv.